# Gunung Topi (berg i Indonesien, lat 3,37, long 97,20)
Gunung Topi är ett berg i Indonesien.   Det ligger i provinsen Aceh, i den västra delen av landet, 1 500 km nordväst om huvudstaden Jakarta. Toppen på Gunung Topi är 1 325 meter över havet, eller 306 meter över den omgivande terrängen. Bredden vid basen är 5,0 km.
Terrängen runt Gunung Topi är kuperad åt sydost, men åt nordväst är den bergig. Runt Gunung Topi är det ganska glesbefolkat, med 23 invånare per kvadratkilometer. I omgivningarna runt Gunung Topi växer i huvudsak städsegrön lövskog.